# 小池千枝
小池 千枝（こいけ ちえ、1916年4月14日 - 2014年5月28日）は、日本の教育者、ファッションデザイナー育成者。文化服装学院名誉学院長、文化服装学院10代目学院長、文化女子大学教授、勲四等瑞宝章。

## 経歴・人物
長野県須坂市出身。旧姓は花園。文化裁縫女学校（現：文化服装学院）卒業。

### 経歴
1916年4月14日に長野県須坂市で米穀商を営む父：花園亀（ヒサシ）、母：咲（さく）の第二子長女として生まれる。1933年、須坂高等女学校（現：須坂東高等学校）を卒業後、文化裁縫女学校（現：文化服装学院）本科に入学。1934年に研究科に進み、1935年に研究科卒業と同時に学院に残り教員の道を選び、助手として最年少19歳の「先生」となる。1940年、商社勤務の長野市出身の男性と結婚し北京へ転勤となるが、1944年に夫が軍に召集され、2人の娘を連れて帰国。1945年、夫が沖縄戦で戦死。同年、文化服装学院の誘いによりに学院に復帰し、単身東京へ。1951年にデザイン科を新設し初代デザイン科長に就任。
1954年、38歳のとき母親に娘2人を預けて単身渡仏、南回りの船で1ヶ月かかってパリに留学した。途中エジプトにて民俗人形コレクション第1号となる人形を購入。パリ・クチュール組合学校「サンディカ」で学ぶ。クラスメイトにイヴ・サン＝ローランが、隣のクラスには、カール・ラガーフェルドがいた。フランスではオートクチュールの立体裁断に衝撃を受ける。翌年、フランス製の人台(ボディー、トルソー)1体を抱えて帰国。
帰国後は、日本人体型に合う立体裁断用の人台(ボディー、トルソー)を開発し、また1957年から文化服装学院として男子学生の入学を開始するなど、ファッション業界の発展に貢献する。
1960年、文化女子短期大学助教授に就任。1964年、文化女子大学家政学部助教授に就任。1965年、文化女子大学家政学部教授、文化女子大学短期大学部教授に就任。1976年、文化服装学院副学長に就任。1983年、文化服装学院10代目学院長に就任。1985年、専修学校教育功労者文部大臣賞を受賞。1989年、財団法人衣服研究振興会第10回「服飾文化賞」を受賞。1990年より同学院の名誉学院長として2002年まで活躍した。1993年、勲四等瑞宝章を受章。

### その後
1994年、故郷・須坂市に世界90ヵ国の民俗人形コレクション1,200体を寄贈した。1997年に須坂市に開館した「小池千枝コレクション・世界の民俗人形博物館」に現在収められており、同年、世界の民俗人形博物館名誉館長に就任。
次女は陶芸家の小池頌子、その夫は同じく陶芸家の川崎毅。
2014年5月28日、老衰により死去。98歳没。

### 評価
文化服装学院では、高田賢三、山本耀司などの日本を代表する世界的に著名なパリコレデザイナーを育成し、日本のファッション業界を世界的レベルに押し上げた。その実績から日本ファッション界のゴッドマザーと呼ばれ、日本以外でもマダム・コイケとして有名。国内でもファッション界にとどまらず、財界人・学者・芸術家・建築家との交流も多く文化服装学院名誉学院長退任後も、各界と交流し、自宅で小池塾を開き、ファッションを通じ、物の見方や考え方などを指導した。
20年目を迎えた「小池千枝コレクション・世界の民俗人形博物館」の式典では、民族人形1,200体を寄贈したことに対し教え子の一人のコシノヒロコは「小池先生との思い出は数限りなく、思慕の念、感謝の気持ちでいっぱい。人形はファッションの縮図で、世界の人形がこれだけそろっているのは素晴らしいこと。これからも大事にしてほしい」と述べ、また、小池千枝氏の次女は「展示を拝見して、文化服装学院はすごい人たちを生み出したものだと、つくづく思った。素晴らしい企画で、須坂の皆さんに感謝したい。母が98歳まで生きたのは（教え子の）皆さんの活躍があればこそで、母は良い時代を生きたと感じる」などと述べた。

## 受賞歴
- 1985年 専修学校教育功労者文部大臣賞
- 1989年 財団法人衣服研究振興会第10回服飾文化賞
- 1993年 勲四等瑞宝章

## 著書
- 『ワンピースの作り方』文化の作り方シリーズ（1959年、文化出版局）
- 『立体裁断』（1962年、文化出版局）
- 『立体裁断』（1969年、文化出版局）
- 『袖―着やすさと美しさのテクニック』（1979年6月、文化出版局）
- 『服飾造形論―着て・動いて・美しく』（1981年7月、文化出版局）
- 『新・立体裁断―クリエーターのためのドレーピング 』文化ファッション講座（1984年2月、文化出版局）
- 『ともに学ぶ、ともに遊ぶ』サクセスフルエイジング対談（1998年8月、福原義春との共著、求龍堂）